# Hippothoidae
Hippothoidae é uma família de briozoários pertencentes à ordem Cheilostomatida.
Géneros:
- Antarctothoa Moyano, 1987
- Austrothoa Moyano, 1987
- Celleporella Gray, 1848
- Dacryoporella Bassler, 1935
- Dacryoporella Lang, 1934
- Haplota Marcus, 1940
- Hippothoa Lamouroux, 1821
- Jessethoa Gordon, 2020
- Laterotecatia Voigt, 1979
- Neothoa Moyano, 1987
- Plesiothoa Gordon & Hastings, 1979